# Filip Kljajić
Filip Kljajić (in serbo Филип Кљајић?; Belgrado, 16 agosto 1990) è un calciatore serbo, portiere della T'orp'edo Kutaisi.

## Palmarès

### Club

#### Competizioni nazionali
- Campionato serbo: 2

Partizan: 2014-2015, 2016-2017
- Coppa di Serbia: 3

Partizan: 2015-2016, 2016-2017 2018-2019
- Coppa di Georgia: 1

Torpedo Kutaisi: 2023
- Supercoppa di Georgia: 1

Torpedo Kutaisi: 2024